# Basel-Vorstädte
Die Vorstädte bilden einen Stadtteil der Schweizer Stadt Basel. Sie umgeben das Grossbasler Stadtzentrum (Petersgraben, Leonhardsgraben, Kohlenberg, Steinenberg, St. Alban-Graben) und grenzen nach aussen im Norden an den Stadtteil St. Johann (St. Johanns-Park), im Westen an das Ring-Quartier (Johanniter-, Schanzen-, Klingelberg- und Schönbeinstrasse, Schützen- und Steinengraben, Heuwaage-Viadukt), im Süden an den Stadtteil St. Alban (St. Alban-Anlage, Aeschengraben) und im Osten an den Stadtteil Breite («Dalbeloch»).
Die Vorstädte entstanden im 15. Jahrhundert im Grossbasel, als mit dem Bau der äusseren Basler Stadtmauer ein grosses Bevölkerungswachstum auf dem vormals kaum besiedelten Land ausserhalb der alten Mauer stattfand. In dieser Zeit entstanden auch die Vorstadtgesellschaften, welche heute zu den traditionsreichen Basler Korporationen gehören.
In den Vorstädten befanden sich früher die Stadttore der Stadtmauer, von welchen heute noch das Spalentor, das St. Johanns-Tor und das St. Alban-Tor erhalten sind. Zudem befinden sich im Vorstädte-Quartier sehr viele Museen.
Die St. Alban-Vorstadt gehörte Ende der 1920er-Jahre noch zum St. Alban-Quartier; erst später erfolgte zusammen mit dem St. Alban-Tal die Umteilung zum Vorstädte-Quartier.

## Wohnbezirke
Die Vorstädte sind in sechs Wohnbezirke unterteilt:
- Albantal (Letziplatz, St. Alban-Tor)
- Alban (St. Alban-Vorstadt, St. Alban-Anlage)
- Aeschen (Bankverein, Elisabethenkirche, Bollwerk)
- Steinen (Steinenvorstadt, Musik-Akademie, Holbeinplatz)
- Spalen (Feuerwehr, Spalentor)
- St. Johann und Universität (Petersplatz, Totentanz, St. Johanns-Tor)

## Gebäude und Sehenswürdigkeiten
Kirchen
- Predigerkirche
- Elisabethenkirche
- St. Alban-Kirche

Museen
- Architekturmuseum Basel
- Schweizerisches Feuerwehrmuseum
- Museum für Gegenwartskunst
- Jüdisches Museum der Schweiz
- Cartoonmuseum Basel
- Kunsthalle Basel
- Kunstmuseum Basel
- Basler Papiermühle
- Spielzeug Welten Museum Basel

Sonstige Gebäude
- Universität Basel
- Universitätsbibliothek Basel
- Bernoullianum
- Petersplatz
- Wildt’sches Haus
- Basler Totentanz
- Musik-Akademie der Stadt Basel
- Theater Basel mit Theaterplatz und Tinguely-Brunnen
- Haus zum Kirschgarten
- Kloster St. Alban
- Gymnasium Leonhard

## Galerie

Spalentor
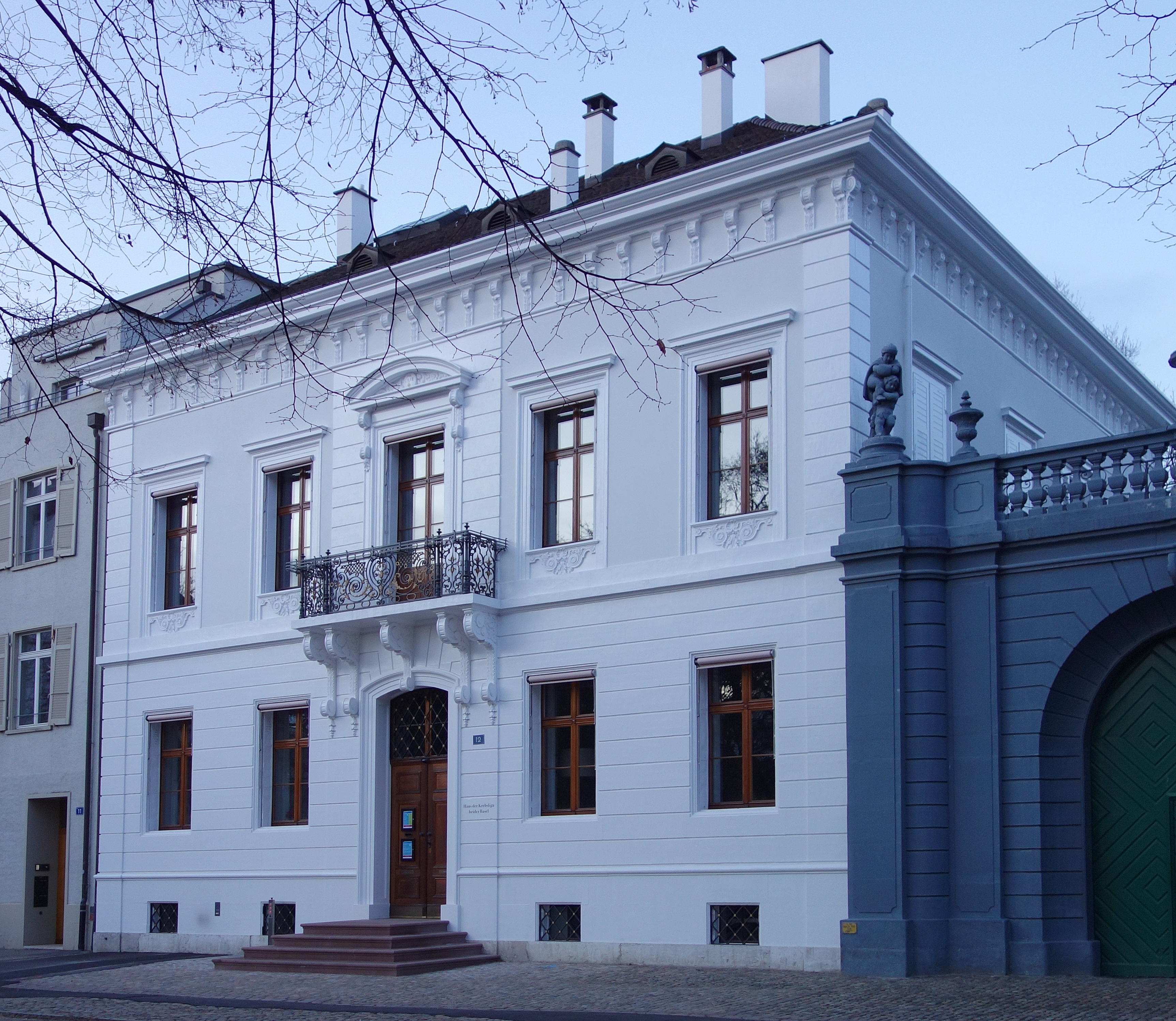
Petersplatz, Villa
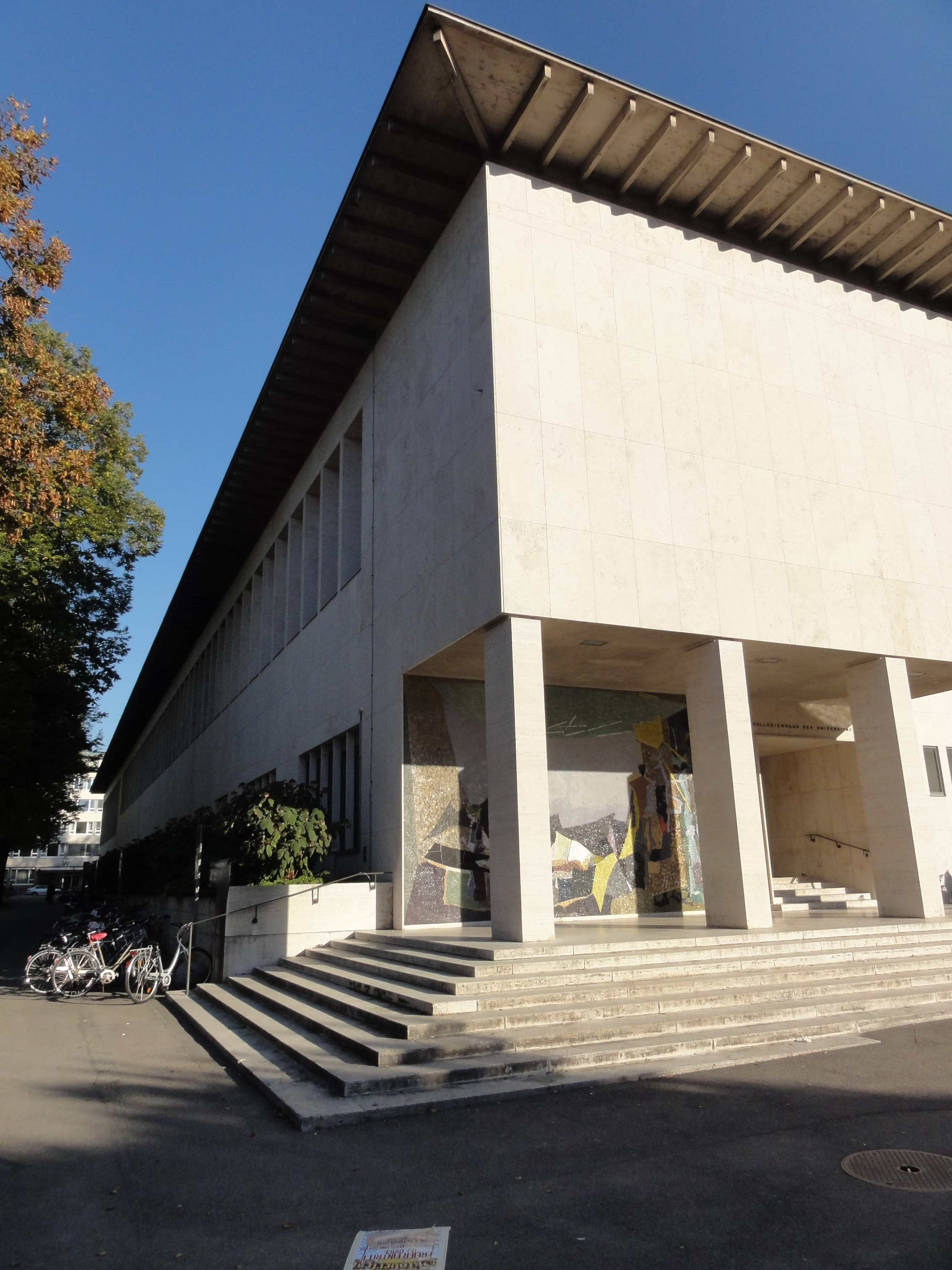
Seiteneingang zum Kollegiengebäude der Universität Basel
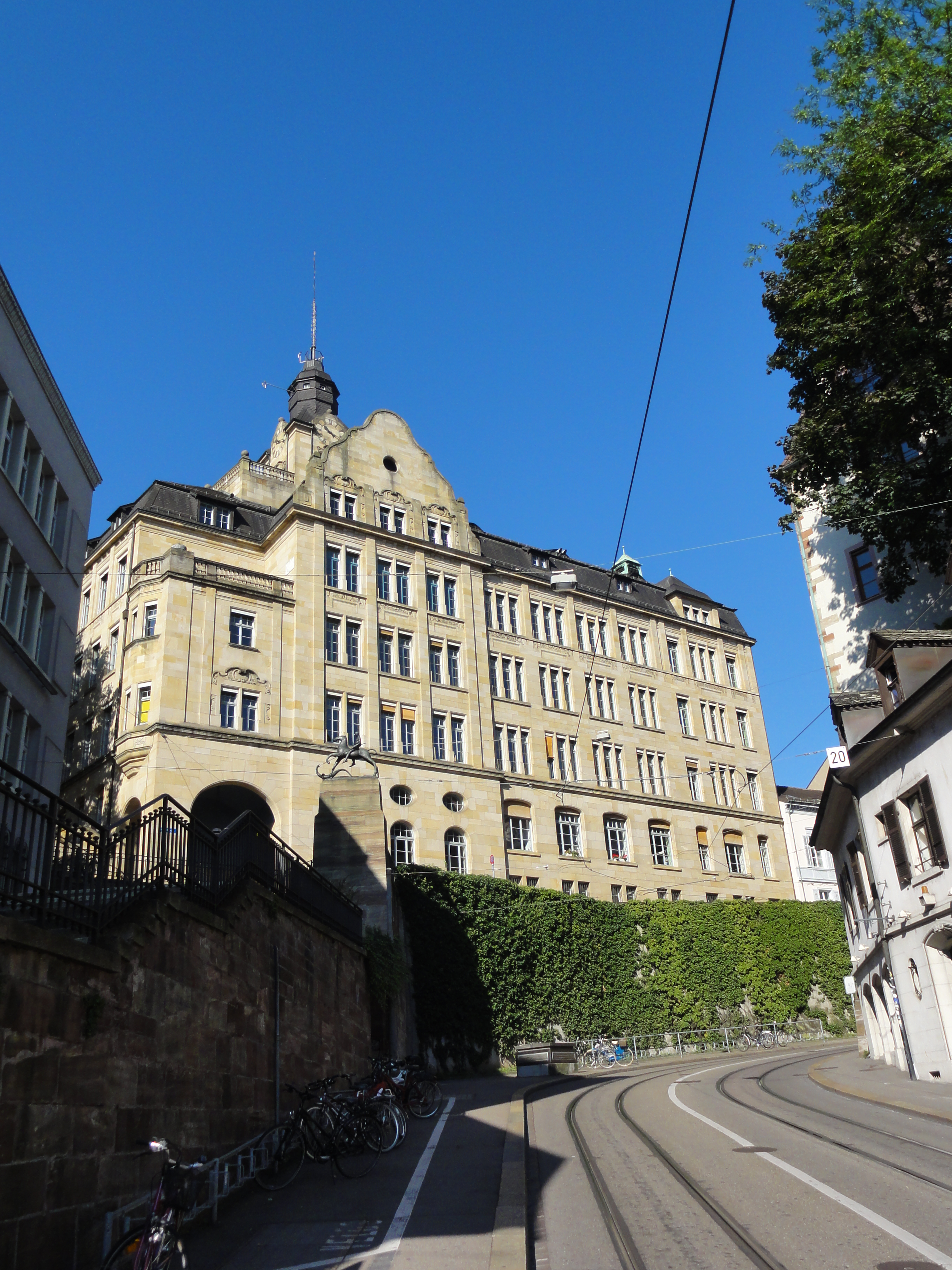
Gymnasium Leonhard
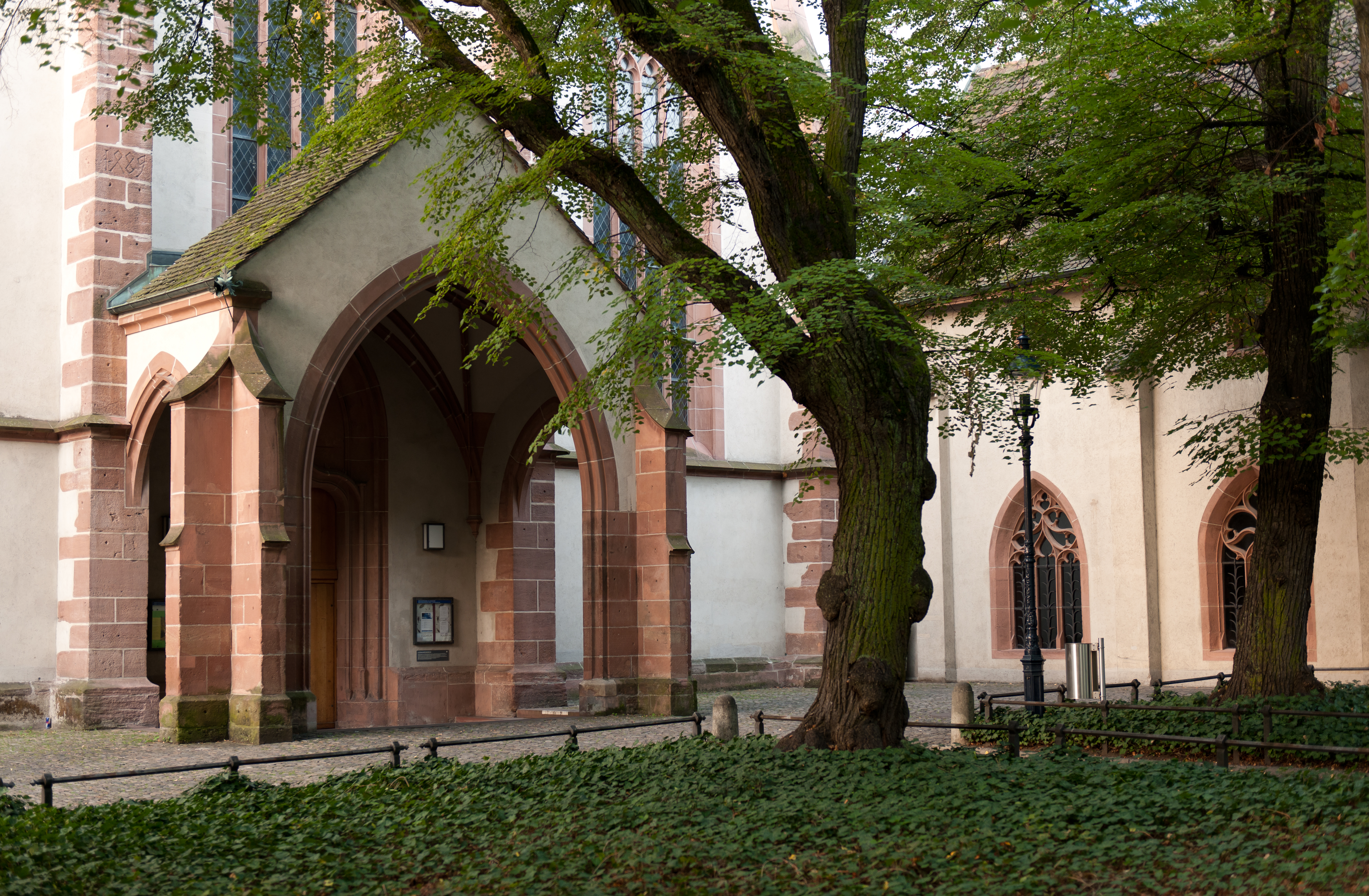
Eingang zur Leonhardskirche